# Sachsen-Polen

Wappen von Polen-Litauen während der Herrschaft der Wettiner

Der Begriff Sachsen-Polen bezeichnet die von 1697 bis 1706 und von 1709 bis 1763 bestehende Personalunion zwischen dem wettinischen Kurfürstentum Sachsen und der Adelsrepublik bzw. Wahlmonarchie Polen-Litauen durch Kurfürst Friedrich August „den Starken“ von Sachsen, der als August II. auch zum König von Polen gewählt wurde, und seinen Thronfolger als Kurfürst, der als August III. König von Polen war. Nach dessen Tod 1763 erlosch die Personalunion, da der Vormund des noch unmündigen sächsischen Kurfürsten Friedrich August III. (1750–1827) auf Thronansprüche verzichtete und die russische Zarin Katharina die Große ihren Günstling Stanislaus II. August Poniatowski zum König wählen ließ. In Polen heißt der Zeitraum mit wettinischen Herrschern auf dem polnischen Thron auch Sachsenzeit (polnisch: czasy saskie). Im polnischen Gedächtnis ist er für besondere Unordnung bekannt.
Diese Zeit ist die erste seit Bolesław dem Tapferen, in der Polen und Meißen/Sachsen miteinander politisch verbunden waren.

## Herrschaftsgebiete

Personalunion Sachsen-Polen, jeweils grün-weiß umrandet

### Polen-Litauen
Bedingt durch den auszehrenden Zweiten Nordischen Krieg, war die Adelsrepublik ein Land ohne staatliche Verwaltungsorgane, mit einer unterentwickelten Wirtschaft, unzureichenden Steuereinnahmen und einer Armee, die den Erfordernissen der Zeit weder qualitativ noch zahlenmäßig gewachsen war. Dafür verfügte die Adelsrepublik über Rohstoffreichtum und war daher für das gewerblich geprägte Sachsen interessant. Die polnischen Beamten, die polnische Kronarmee und die Staatskasse unterstanden in Polen dem Sejm, dessen Politik von den mächtigen Magnatenfamilien und der Szlachta bestimmt wurde. Ihre Neigung zur Bildung von Konföderationen verwandelte das Königreich in ein Pulverfass. Der Reichstag Polens war durch diese Privatinteressen relativ handlungsunfähig (Liberum Veto); die Krone selbst hatte nur beschränkte Einkünfte, die dem Kronschatzmeister Przebendowski unterstanden. Dies bedeutete, dass Polen ein extremes Übergewicht der ständischen gegenüber der monarchischen Komponente besaß.

### Kurfürstentum Sachsen
Das Kurfürstentum Sachsen verfügte über ein hoch entwickeltes Manufaktur- und Handwerkswesen. Durch sein geschlossenes Herrschaftsgebiet galt es im europäischen Maßstab als ein mächtigeres Staatsgebilde, das noch Ende des 17. Jahrhunderts von der inneren Entwicklung her Brandenburg-Preußen überlegen war, jedoch in den folgenden Jahrzehnten die protestantische Führungsrolle im Heiligen Römischen Reich an Brandenburg abtreten musste.

## Königskrönung von Kurfürst Friedrich-August

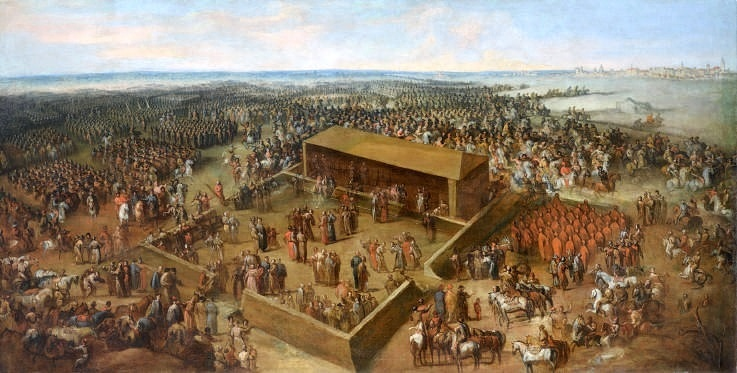
Königswahl von August den Starken in Wola im Jahre 1697
Ölgemälde von Jean-Pierre Norblin de La Gourdaine, ca. 1790

Ein Antrieb für die Erlangung der polnischen Königswürde war der Wunsch nach politischer Souveränität, die Kurfürst Friedrich-August außenpolitisch weiteres Gewicht zu geben versprach. Die langanhaltende und gefestigte Dominanz der Habsburger-Dynastie im Reich bestärkte den Kurfürsten, sich einem drohenden Rang- und Machtverlust durch eine Rangerhöhung auf einem nicht zum Reich gehörenden Gebiet zu entziehen. Ein weiteres wichtiges Motiv bildeten die Rang- und Zeremonialfragen, die zu jener Zeit die Machtstellung anzeigten und daher unmittelbare politische Bedeutung hatten. Alle Fürsten dieser Zeit folgten dem französischen Vorbild Ludwigs XIV. in der Prachtentfaltung, wie ausgefeiltes höfisches Zeremoniell, aufwändig inszenierte Einzüge und fantasievolle Feuerwerke, üppige Bankette mit Opernaufführungen und Balletten. Der Erwerb der polnischen Königskrone stellte daher eine Prestigefrage ersten Ranges für Kurfürst Friedrich-August dar. Denn nur mit einer Königskrone konnte ein deutscher Fürst seine quasi souveräne Stellung ausdrücken und damit von den europäischen Mächten als gleichrangig akzeptiert werden.
Dem sächsischen Gesandten in Warschau, Graf Flemming, war es zuvor gelungen, die Konkurrenz durch das Aufstellen immer neuer Bewerber völlig zu zersplittern. Die Bemühungen des Neffen von Papst Innozenz XI., des Fürsten Livio Odescalchi, Herzogs von Bracciano und Ceri, des Sohnes des vormaligen Königs Johann III. Sobieski, Prinz Jakob Ludwig Heinrich, des Kurfürsten Johann Wilhelm von der Pfalz, des Herzogs Leopold von Lothringen, des Markgrafen Ludwig Wilhelm von Baden-Baden, des Kurfürsten Max II. von Bayern und zwölf weiterer Kandidaten waren daher hoffnungslos. Der aus Frankreich zur Königswahl angereiste Fürst Franz Ludwig von Bourbon-Conti konnte sogar eine größere Stimmenzahl als August auf sich vereinigen, musste jedoch, von sächsischen Truppen genötigt, ohne Erfolg in seine Heimat zurückkehren.
Nach den üblichen Bestechungsgeldern konnte Kurfürst August der Starke am 26./27. Juni auf dem Wahlfeld in Wola entgegen allen Anfangserwartungen gewählt werden. Am 15. September 1697 folgte in Krakau die Krönung als August II. Mocny.

## Ausgangsbedingungen

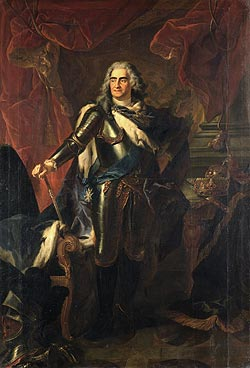
August der Starke gemalt von seinem Hofmaler de Silvestre; zu seiner Linken die polnischen Kronjuwelen und der sächsische Kurhut (Staatliche Kunstsammlungen Dresden, Gemäldegalerie Alte Meister).

Nach der Königskrönung ergaben sich für beide Seiten vorteilhafte Möglichkeiten. Beide Partner fühlten sich von Preußen und dessen territorialen Ambitionen bedroht. Durch das Zusammengehen beider Länder konnte diese Gefahr vorerst gebannt werden. Beide Mächte benötigten gegenseitige Unterstützung im unsicheren Nordeuropa, wo die preußische, schwedische und russische Armee den sächsischen und polnischen Heeren weit überlegen waren. Da Polen-Litauen der größere der beiden Partner war, hatte der heimische Adel Grund genug zur Annahme, dass es ihnen gelingen würde, ihre separatistischen Interessen zu wahren. Als Konstitutionalisten konnte es ihnen zudem eher gelingen, einen ausländischen Herrscher zu kontrollieren als einen Einheimischen.
Trotz der Vorteile, wie zusätzliche dynastische Erbansprüche und ein höheres Gewicht in Friedensverhandlungen, gab sich der sächsische Hof nicht mit dem Gewinn der polnischen Königskrone zufrieden. Stattdessen sollte das Potenzial Polens für den Dresdner Hof finanziell und militärisch nutzbar gemacht werden. Dem stand die Beschränktheit der Befugnisse entgegen, die ein polnischer Wahlkönig besaß. Das Kurfürstentum Sachsen konnte nur dann hoffen, aus der Verbindung mit Polen zu profitieren, wenn es gelang, eine Landbrücke zwischen beiden Ländern zu erwerben. Diese Hoffnung zerschlug sich mit der preußischen Annexion Schlesiens nach 1740. Solange Kommunikation, Warenverkehr und Truppenbewegungen vom guten Willen Habsburgs oder Brandenburg-Preußens abhingen, konnte nicht an eine Großmacht Sachsen-Polen gedacht werden. Die Idee einer Realunion zwischen diesen gegensätzlichen Territorien als solche war sicher utopisch, dennoch erschien den Akteuren ein gewisser Zusammenschluss beider Länder in den Bereichen Verwaltung, Militär, Wirtschaft und Finanzen, ähnlich wie in den Kernländern im Habsburgerreich, möglich. Anknüpfungspunkte stellten zum Beispiel der Rohstoffreichtum Polens und die entwickelte Manufakturwirtschaft Sachsens dar.

## Zeitlicher Verlauf

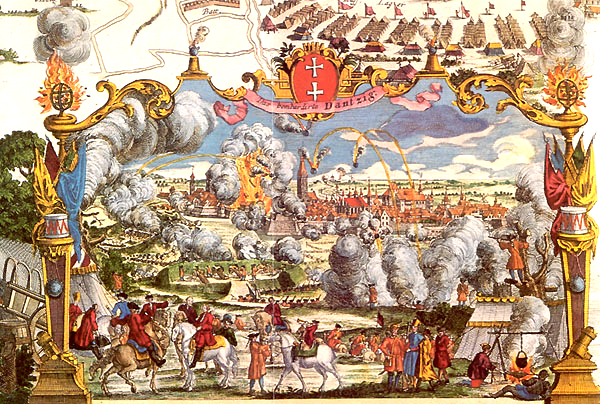
Belagerung von Danzig durch sächsisch-russische Truppen im Polnischen Thronfolgekrieg

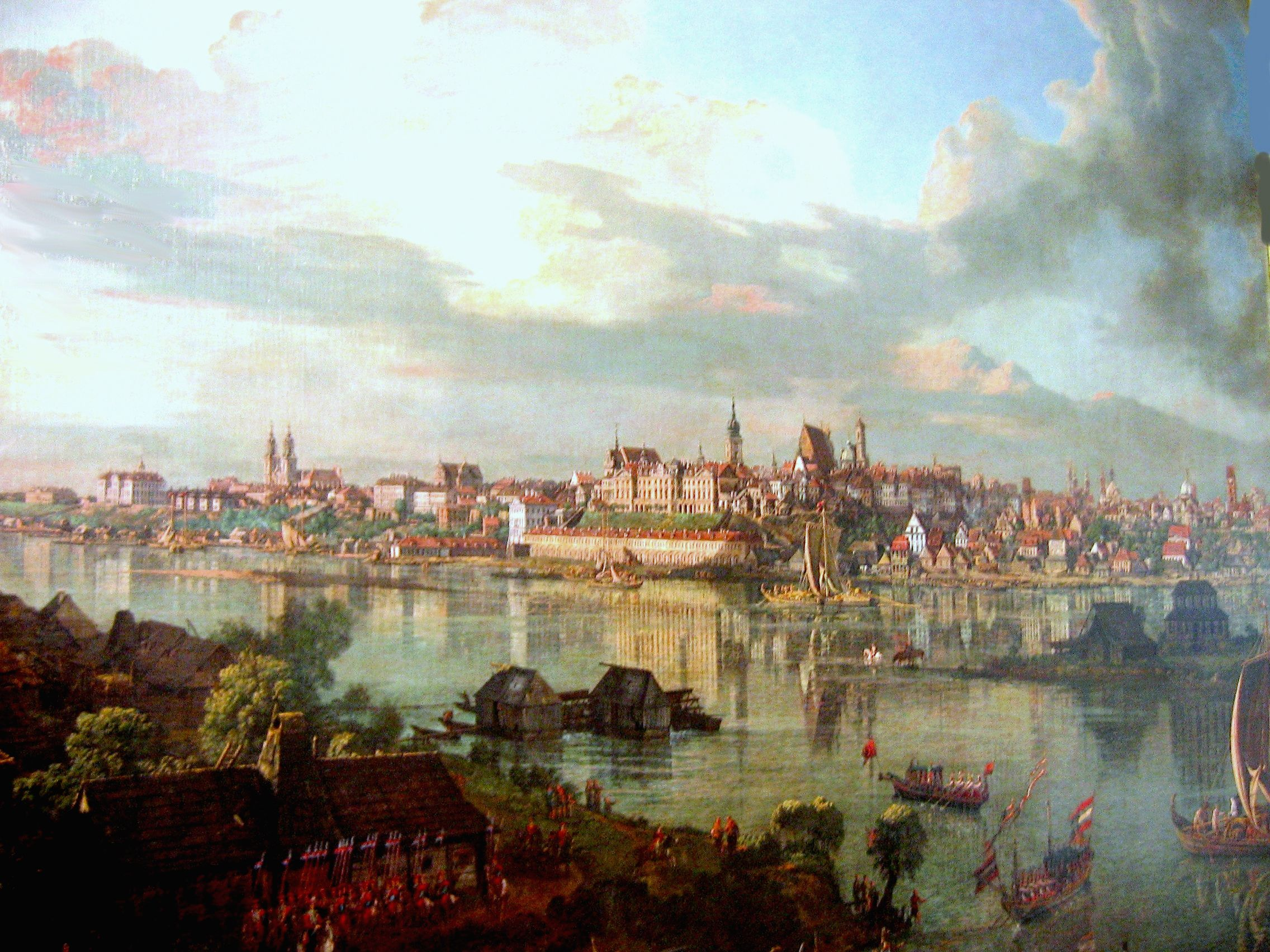
Ansicht von Warschau mit dem Schloss in der Mitte (Canaletto, um 1770)

Nach der Besetzung Sachsens durch die Schweden im Großen Nordischen Krieg musste König August II. im Frieden zu Altranstädt 1706 den polnischen Königstitel abgeben und den von Schweden gestützten Stanislaus I. Leszczyński auf dem Thron anerkennen. Nach der schwedischen Niederlage in der Schlacht bei Poltawa 1709 konnte der sächsische Kurfürst den Thron aber wiedergewinnen. Nach der Wiedererlangung der Königskrone strebte König August II. die Entmachtung des Sejm in einem Staatsstreich an. Seine Vertreter forderten dort die Verschmelzung der sächsischen Armee mit der polnischen Kronarmee, nachdem man schon 1713 sämtliche polnischen Festungen besetzt, Lager anlegen und Verhaftungen hatte vornehmen lassen. Da dies ein erster Schritt zur Errichtung einer absolutistisch orientierten Erbmonarchie in Polen bedeutet hätte, provozierte es 1715/16 den Aufstand der Konföderation von Tarnogród, angeführt von Marschall Ledóchowski und Graf Branicki, wodurch August seinen Thron riskierte. Es war hauptsächlich ein Aufstand des Kleinadels gegen den König; bedeutende Magnaten wie Litauens Hetman Ludwik Pociej (ein Freund Peters des Großen) versuchten eher zu vermitteln. Die sächsischen Truppen blieben zwar in allen größeren Gefechten siegreich, konnten den Aufstand aber nicht beenden, so dass die Kassen knapp wurden. König August II. akzeptierte die von den Konföderierten ins Spiel gebrachte Vermittlung des Zaren und erreichte im Frieden von Warschau 1716 beziehungsweise im Stummen Sejm 1717 nur Teilerfolge. Die sächsische Armee musste im Gegenzug das Land verlassen.
Nach 1716 zeichnete sich jedoch eine gewisse Stabilisierung der Regierung August II. in Polen ab, wodurch zwar einige Reformen möglich wurden – aber für solche im Sinne des Absolutismus bestand keine Aussicht. Mehrere Reichstage platzten, und König August II. bemühte sich ergebnislos, dem Kurprinzen die Nachfolge zu sichern. Wenigstens erholte sich Polen in den 20er Jahren wirtschaftlich von den Auswirkungen des großen Nordischen Krieges. Der Gutsadel produzierte intensiv, der Warenaustausch zwischen Polen und Sachsen, durch die Leipziger Messe gefördert und durch Zollabkommen erleichtert, stieg. Vorzugsweise kamen dabei die Rohstoffe aus Polen und Fertigprodukte aus Sachsen. Paläste, Parks und zahlreiche neue Kirchen zeugten davon, dass Polen nach wie vor über Ressourcen verfügte. Nur fehlte es in der, sich ständig in innerer Blockade und Ohnmacht befindlichen, Adelsrepublik am Willen, etwas daraus zu machen. Eine zentrale Wirtschafts- und Finanzpolitik war in Polen nicht durchsetzbar, ein großer Teil der Steuern (bis zu 20 %) blieben auf dem Einzugswege hängen und merkantilistisches Denken beschränkte sich auf das Eigeninteresse der Magnatenfamilien.
Neben der langwierigen und frustrierenden Reformarbeit in Polen spielte die dauerhafte Sicherung der wettinischen Herrschaft in Polen eine wichtige Rolle in der Politik August II. Ein erster Schritt in diese Richtung gelang 1733 als Kurfürst Friedrich August II., der Sohn Augusts des Starken, mit Unterstützung Österreichs und Russlands und den üblichen Bestechungen gegen den Kandidaten Schwedens und Frankreichs, Stanisław Leszczyński, zum König von Polen gewählt wurde. Dies löste den Polnischen Thronfolgekrieg aus. August III. wurde am 17. Januar 1734 zum polnischen König gekrönt und behauptete die Krone im Frieden von Wien (1738). Angesichts dieser Sachlage hofften sich der König und sein Premierminister Heinrich von Brühl in Polen mit dem „Ministerialsystem“ sachsentreuer Magnaten (die in Schlüsselpositionen gesetzt wurden) über Wasser zu halten und beide Länder politisch verbinden zu können. Sie erlangten im Siebenjährigen Krieg sogar die Zustimmung ihrer drei Verbündeten für eine erneute Thronkandidatur Sachsens, aber die Erfolge waren nur scheinbar und nicht von Dauer.
In Sachsen führte Heinrich von Brühl nach dem Sturz Graf Sulkowskis von 1738 bis 1756 die alleinige Regierung, 1746 wurde er formell Premierminister. Er war ein erfolgreicher Diplomat und festigte die Verwaltung, wurde aber wegen falscher Finanzpolitik im Landtag 1749 scharf angegriffen. Trotz rücksichtsloser finanzieller Maßnahmen Brühls steuerte das Kurfürstentum Sachsen in eine Staatskrise. Der Zwangsumtausch von Vermögenswerten in staatliche Schuldverschreibungen erschütterte die Wirtschaft, die ohnehin zu kleine sächsische Armee musste abgerüstet und ein bedeutender Anteil der Steuern verpfändet werden. Dazu kam der Druck von außen, denn der sächsische Export wurde durch die preußische (Zoll-)Politik jener Zeit stark behindert.
Aber erst der Siebenjährige Krieg brachte für Sachsen 1756 den Absturz. Die zu kleine sächsische Armee kapitulierte unter Graf Rutowski kampflos am Lilienstein, König August III. und sein Hof zogen nach Warschau um, wo sie bis zum Ende des Krieges in relativer politischer Ohnmacht verblieben. Das Kurfürstentum Sachsen, nun behelfsweise vom Königreich Preußen und von einigen Kabinettsministern verwaltet, wurde zum Kriegsschauplatz und litt unter den hohen Kontributionen beider Seiten. Als der Siebenjährige Krieg im Hubertusburger Frieden 1763 zu Ende ging, war das bis dahin recht wohlhabende Kurfürstentum Sachsen ruiniert, was der Hof nur ungern zur Kenntnis nahm. Auf die Vergabe der polnischen Krone hatte Sachsen zudem keinerlei Einfluss: Polen-Litauen war mehr denn je unter die Vorherrschaft Russlands geraten; als Nachfolger von August III. wurde Stanisław August Poniatowski durch Zarin Katharina II. bestimmt. Damit endete die Personalunion zwischen Sachsen und Polen.

## Ergebnis

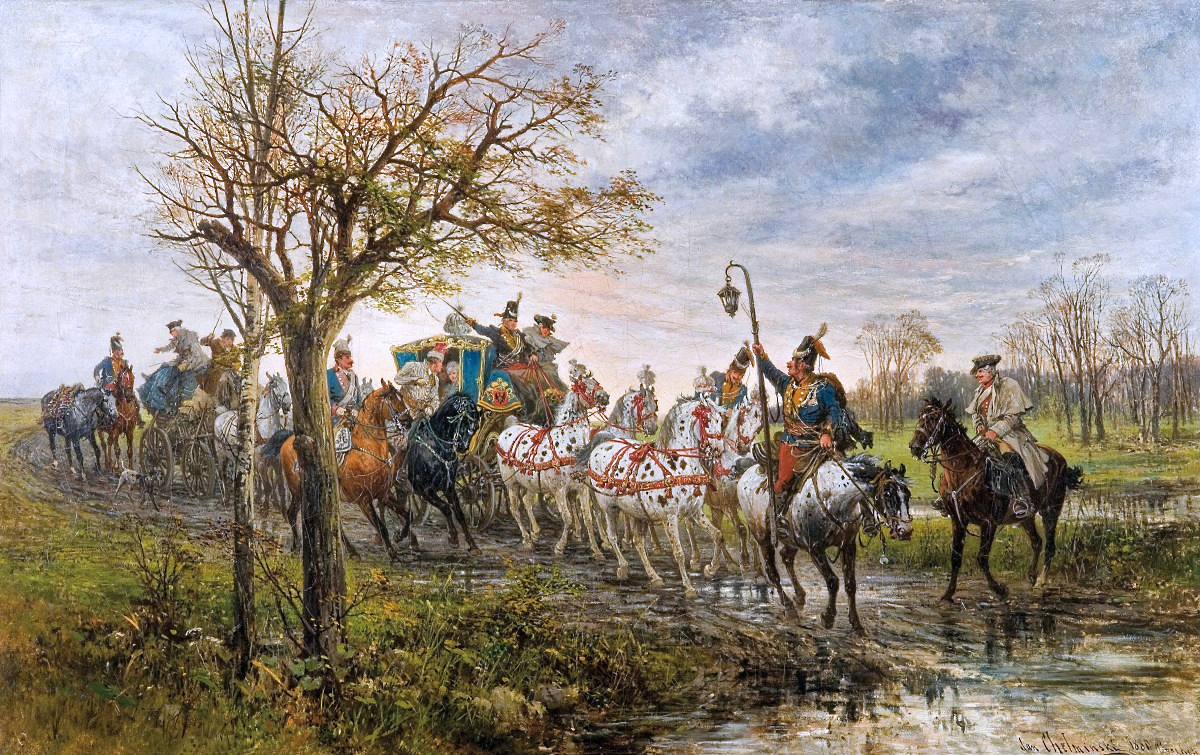
Das Geleit eines einflussreichen polnischen Magnaten (unter August III.)

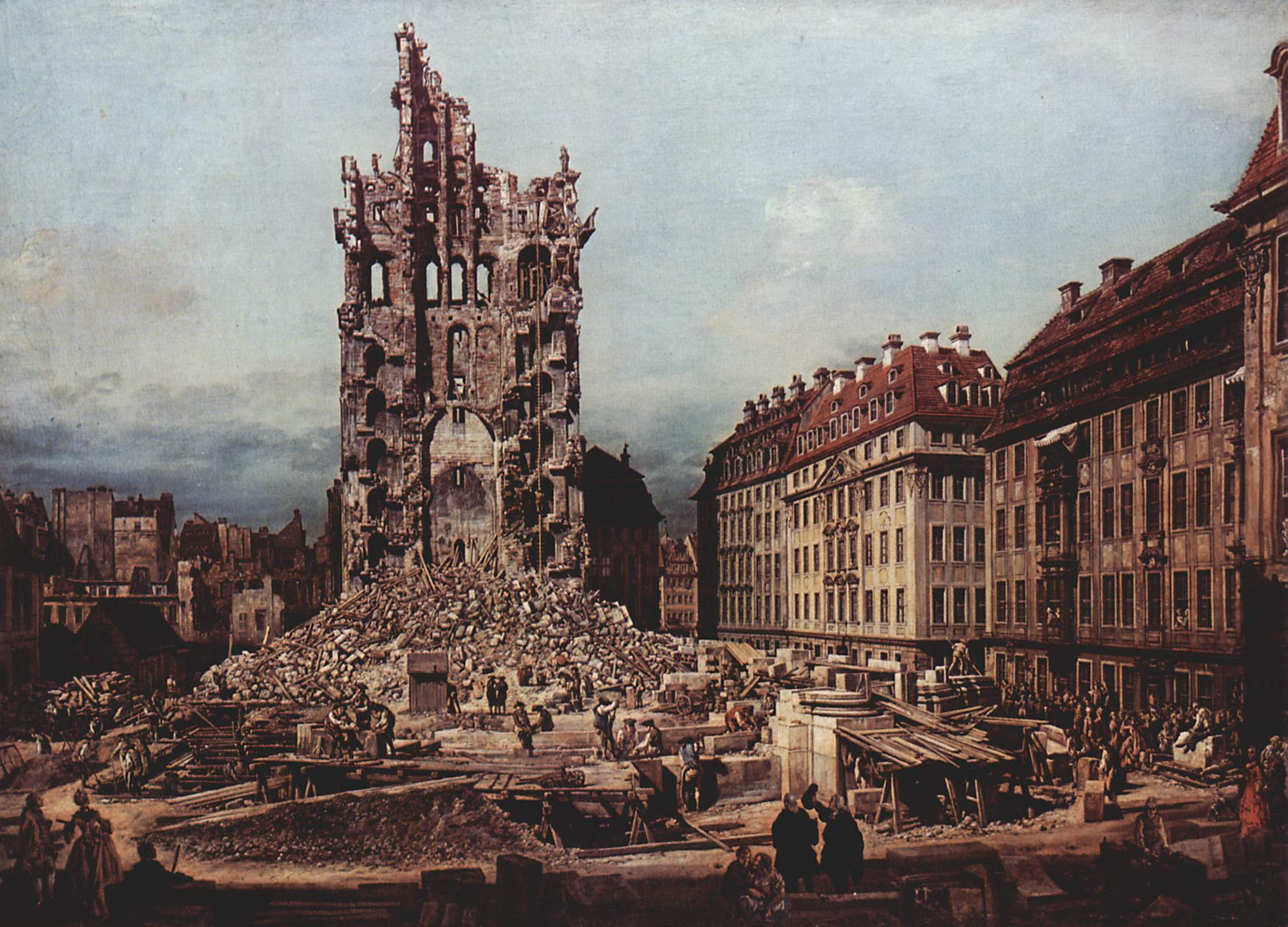
Die Zerstörung der Dresdner Kreuzkirche durch preußische Kanonade im Siebenjährigen Krieg 1760 (Canaletto, 1765)

Die sächsische Herrschaft über Polen blieb eine lose, so dass die Trennung Polens von Sachsen 1706 und 1763 keine zusammengewachsenen Strukturen zerriss. Es gab zwar Versuche, die Personalunion Sachsen-Polen in eine echte Staatsunion hin auszubauen. So existierten Pläne in Polen, eine sächsische Erbfolge zu errichten. Jedoch führten diese Bestrebungen nicht zu konkreten Entwicklungen. Allerdings hatte sich das Kurfürstentum Sachsen trotz der zusätzlichen Reputation, die die polnische Krone brachte, in seinen Möglichkeiten deutlich übernommen. Wirtschaft, Verwaltung und Armee stagnierten aufgrund der zusätzlichen Belastungen durch die enormen Zusatzausgaben für Kunst und Repräsentation. Es fehlte in Sachsen an einer konsequenten Wirtschaftspolitik gegenüber Manufakturen. Peuplierung und Verbesserung der Landwirtschaft wurden in Sachsen ebenso vernachlässigt. Sachsen blieb auch in der Fortentwicklung seines Heerwesens gegenüber den Nachbarmächten zurück.
Mit dem Übertritt Augusts zum Katholizismus verlor Sachsen die Führungsrolle unter den evangelischen Reichsständen an Brandenburg-Preußen. August verzichtete jedoch auf die Anwendung des Instrumentariums cuius regio, eius religio, das ihm eine Rekatholisierung Sachsens oder zumindest eine Emanzipation der römischen Religion ermöglicht hätte und versicherte stattdessen seinen sächsischen Untertanen im Religionsversicherungsdekret von 1697 (1734 von seinem Sohn erneuert), dass sein Übertritt zum Katholizismus keine Folgen für sie habe. Dennoch entfremdete der Glaubenswechsel, der nur aus machtpolitischem Kalkül heraus geschehen war, den Landesherren von seinen protestantischen Untertanen. 
Das „polnische Abenteuer“ ihres Landesherren kam die Sachsen teuer zu stehen. Aus der sächsischen Staatskasse flossen Unsummen an Bestechungsgeldern an den polnischen Adel und an kirchliche Würdenträger Polens (in der Regierungszeit Augusts etwa 39 Mio. Reichstaler), um sich diese geneigt zu machen. König August II. veräußerte hierfür sogar einige nicht unbedeutende sächsische Ländereien und Rechte. 
In Polen wird diese Periode, in der für die Dauer von 66 Jahren das wettinische Herrschergeschlecht herrschte, auch als die Sachsenzeit bezeichnet. Mehrheitlich wird diese Zeit in Polen für Polen als negativ eingeschätzt. In Erinnerung blieb die dekadente Stimmung jener Zeit, die sich in Sprichwörtern niedergeschlagen hat, etwa: Gdy August pił, cała Polska była pijana – Wenn August getrunken hatte, war ganz Polen besoffen – oder: Za króla Sasa jedz, pij i popuszczaj pasa – Unter dem Sachsenkönig iss, trink und löse den Gürtel –, die ein Symbol für die späte sarmatische Adelskultur mit ihren üppigen Festen und dem Fehlen von Verantwortungsbewusstsein bei der Mehrheit der Magnaten gegenüber dem eigenen Staat geworden ist und mit der späteren Konföderation von Targowica (1792) seinen Höhepunkt fand. Durch die Schwächung der Adelsrepublik ereigneten sich wenige Jahre später die Teilungen Polens.
In Sachsen spricht man dagegen vom Augusteischen Zeitalter. Sachsen gehörte in dieser Zeit zu den bedeutenderen Mächten in Europa. In der Residenzstadt Dresden erreichte der Dresdner Barock seinen Höhepunkt, die Dresdner Kunstsammlungen erlangten europaweite Bedeutung. Als Ende des Augusteischen Zeitalters gilt der Abschluss des Friedens von Dresden 1745 oder das Ende des Siebenjährigen Krieges 1763, das annähernd mit dem Tod König Augusts II. und damit dem Ende der sächsisch-polnischen Personalunion zusammenfiel.

## Nachwirkungen

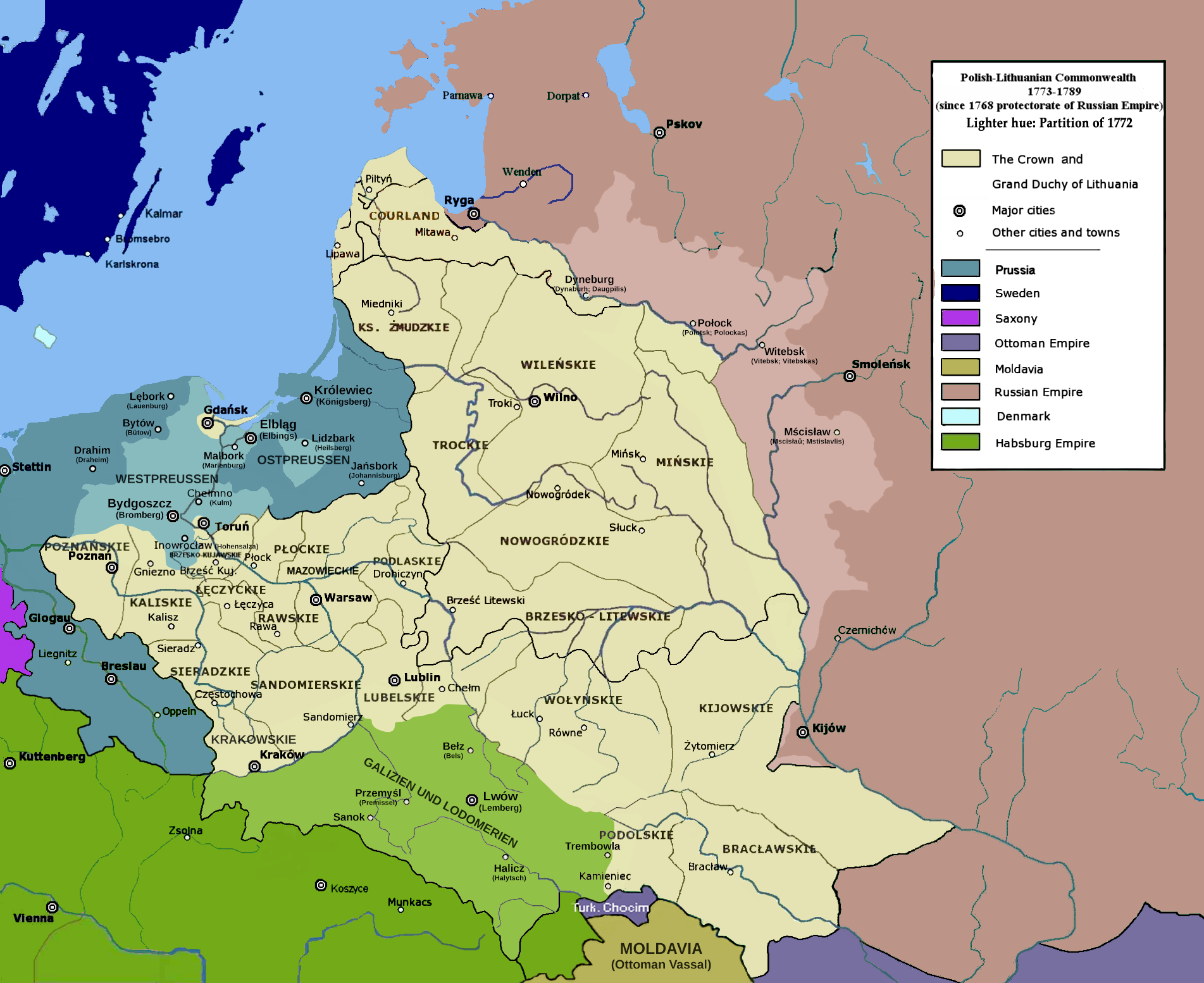
Polen-Litauen unter russischer Vorherrschaft nach der ersten Teilung Polens

Die infolge der ersten Teilung Polens vom Sejm verabschiedete Verfassung vom 3. Mai 1791 sah vor, dass der jeweilige „regierende Kurfürst von Sachsen in Polen als König herrschen“ solle. Kurfürst Friedrich August III. verzichtete jedoch aufgrund der machtpolitischen Verhältnisse erneut auf die polnische Krone. Durch Napoleon und den Rheinbund wurde das sächsische Kurfürstentum 1806 zum Königreich, und 1807 wurde Friedrich August außerdem zum Herzog von Warschau ernannt. Die von Napoleon diktierte Verfassung für das Herzogtum Warschau verband die Warschauer Herzogswürde erblich mit dem sächsischen Königshaus, endete jedoch zusammen mit der Macht Napoleons 1815.
Nach dem gescheiterten Novemberaufstand 1830 kamen viele Emigranten nach Sachsen, deren Gräber zum Beispiel noch auf dem alten katholischen Friedhof in Dresden zu finden sind. Dem Chemnitzer Historiker Reiner Groß zufolge nahm Sachsen die Flüchtlinge bereitwillig auf. Während der polnischen Erhebungen gegen die russische, preußische und österreichische Herrschaft zwischen 1830 und 1863 „wurde in Dresden öffentlich für einen Sieg der Polen gebetet.“ Im Haus des polnischen Schriftstellers Józef Ignacy Kraszewski, der von 1863 bis 1883 in Dresden lebte und die Sachsentrilogie verfasste, ist ein Museum eingerichtet.

## Filme
- Leitung Guido Knopp und Peter Arens, Autoren Jan Peter und Yury Winterberg: Die Deutschen II., 6 Teil, August der Starke und die Liebe, ZDF Enterprises GmbH, Gruppe 5 Filmproduktion GmbH, Köln 2010, ISBN 978-3-8312-9952-2